# Zálší (Boêmia do Sul)
Zálší é uma comuna checa localizada na região da Boêmia do Sul, distrito de Tábor.